# 小行星1645
小行星1645（1645 Waterfield）是一颗围绕太阳公转的小行星。1933年7月24日，卡爾·威廉·萊茵姆特在海德堡发现了此天体。
該小行星以英國天文學家雷金納德·勞森·沃特菲爾德和威廉·弗朗西斯·赫歇爾·沃特菲爾德（William Francis Herschel Waterfield）命名。
这颗小行星的绝对星等为102.1658324600517等。